# Reinhard II. (Hanau)

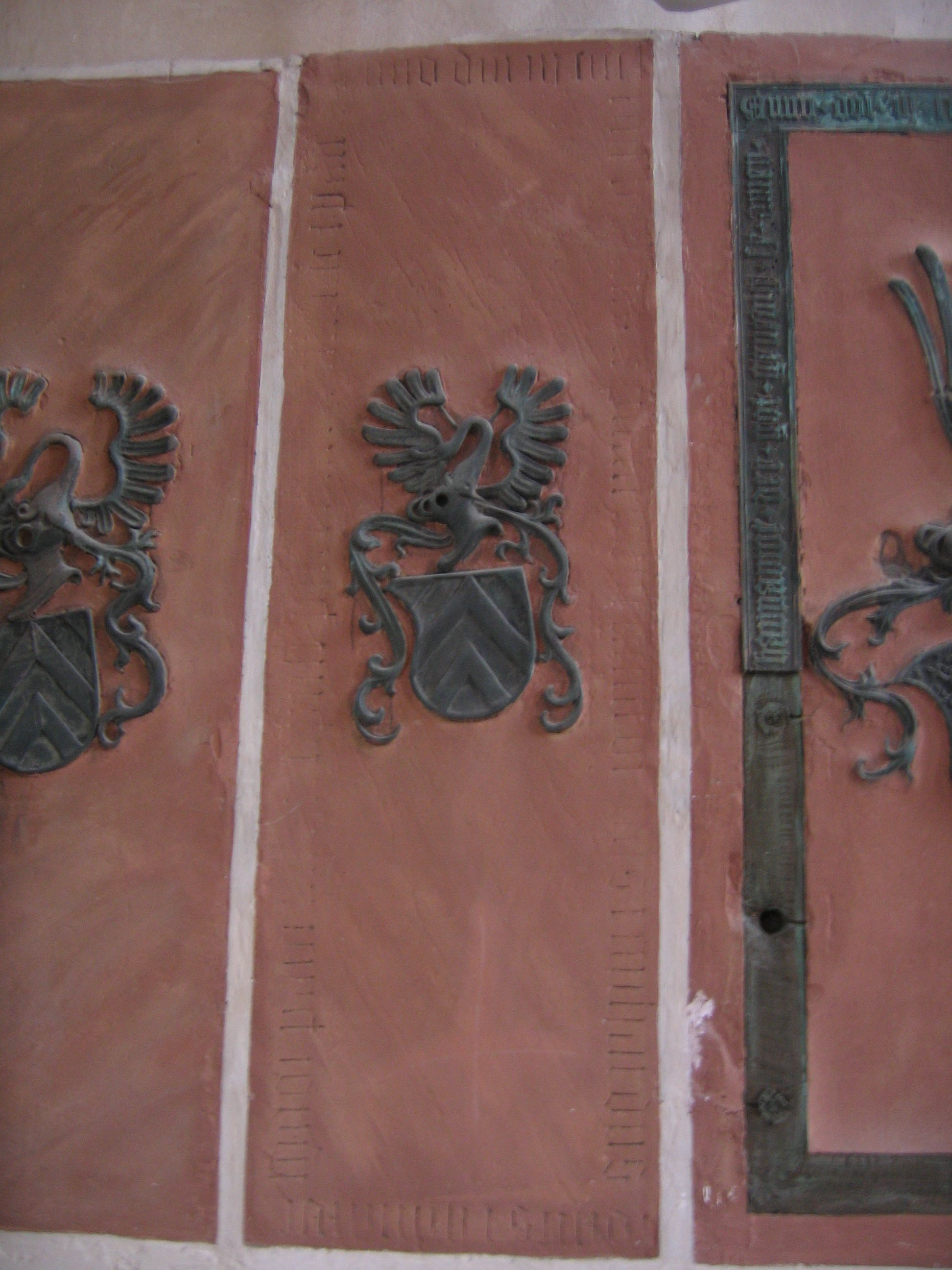
Grabplatte Reinhard II. in der Marienkirche in Hanau

Reinhard II. von Hanau (* um 1369; † 26. Juni 1451 in Hanau), Herr und seit 1429 Graf von Hanau, war einer der bedeutendsten Vertreter seines Hauses.

## Jugend
Der genaue Geburtstag und sogar das Geburtsjahr von Reinhard II. sind unbekannt, weil aus mittelalterlicher Sicht das Todesdatum wegen der Gedächtnismessen viel wichtiger war als der Geburtstag.
Er war der zweite Sohn von Ulrich IV. von Hanau (* 1330/40; † September oder Oktober 1380) und der Gräfin Elisabeth von Wertheim (1347–1378). In der Familie der Herren von Hanau bestand Primogenitur, ausdrücklich noch einmal formuliert in dem „Primogeniturstatut“ von 1375. Danach durfte immer nur der älteste Sohn die Regierung antreten und auch heiraten. Als zweiter Sohn war Reinhard II. vielleicht ursprünglich für eine geistliche Karriere vorgesehen. Eine dafür geeignete Ausbildung hat er erhalten: 1387 ist er als Student an der Universität in Bologna nachgewiesen. Einer der Söhne Ulrichs IV., es könnte auch Reinhard II. gewesen sein, war 1390 als Student in der Universität Heidelberg eingeschrieben. Der entsprechende Eintrag in den Matrikeln nennt keinen Rufnamen, sondern spricht nur von einem „domicellus de Hanaw“. Eine geistliche Laufbahn wurde aber schon bald aufgegeben, denn 1391 schlossen der nun in der Herrschaft Hanau regierende Ulrich V. und sein Bruder Reinhard einen Vertrag, mit dem sein Unterhalt aus weltlichen Renten sichergestellt wurde. Spätestens zu diesem Zeitpunkt verzichtete die Familie auf eine geistliche Karriere Reinhards. Dies war auch dadurch bedingt, dass die Ehe Ulrichs V. ohne Söhne blieb und Reinhard als möglicher Nachfolger erhalten werden sollte. In dem Vertrag wurden ihm 400 fl. und Anteile an den Hanauer Ämtern Partenstein, Rieneck, Bieber und Haßlau zugesprochen.
In dieser Generation geschah es zum ersten Mal in der Familie derer von Hanau, dass jüngere Söhne nicht in den geistlichen Stand traten. 1398 wurde der Vertrag unter Einbeziehung des jüngeren Bruders Johann bestätigt. Es war inzwischen zu handfestem Streit mit tätlichen Auseinandersetzungen gekommen.
| Ahnentafel Graf Reinhard II. von Hanau | Ahnentafel Graf Reinhard II. von Hanau                                             | Ahnentafel Graf Reinhard II. von Hanau                                             | Ahnentafel Graf Reinhard II. von Hanau                                               | Ahnentafel Graf Reinhard II. von Hanau                                                     | Ahnentafel Graf Reinhard II. von Hanau | Ahnentafel Graf Reinhard II. von Hanau |
| -------------------------------------- | ---------------------------------------------------------------------------------- | ---------------------------------------------------------------------------------- | ------------------------------------------------------------------------------------ | ------------------------------------------------------------------------------------------ | -------------------------------------- | -------------------------------------- |
| Urgroßeltern                           | Ulrich II. von Hanau (* 1280; † 1346) ⚭ Agnes von Hohenlohe (* vor 1295; † 1343)   | Gerlach I.von Nassau (* 1283; † 1361) ⚭ Agnes von Hessen (* ?; † 1371)             | Rudolf III. von Wertheim (* 1302; † 1355) ⚭ Elisabeth von Breuberg (* ?; † 1358)     | Friedrich IV. von Hohenzollern (* 1287; † 1332) ⚭ Margarete von Kärnten (* ?; † nach 1348) |                                        |                                        |
| Großeltern                             | Ulrich III. von Hanau (* ca. 1310; † 1369/70) ⚭ Adelheid von Nassau (* ?; † 1344)  | Ulrich III. von Hanau (* ca. 1310; † 1369/70) ⚭ Adelheid von Nassau (* ?; † 1344)  | Eberhard I. von Wertheim (* ?; † 1373) ⚭ Katharina von Hohenzollern (* ?; † n. 1369) | Eberhard I. von Wertheim (* ?; † 1373) ⚭ Katharina von Hohenzollern (* ?; † n. 1369)       |                                        |                                        |
| Eltern                                 | Ulrich IV. von Hanau (* 1330/40; † 1380) ⚭ Elisabeth von Wertheim (* 1347; † 1378) | Ulrich IV. von Hanau (* 1330/40; † 1380) ⚭ Elisabeth von Wertheim (* 1347; † 1378) | Ulrich IV. von Hanau (* 1330/40; † 1380) ⚭ Elisabeth von Wertheim (* 1347; † 1378)   | Ulrich IV. von Hanau (* 1330/40; † 1380) ⚭ Elisabeth von Wertheim (* 1347; † 1378)         |                                        |                                        |
| Reinhard II. von Hanau                 |                                                                                    |                                                                                    |                                                                                      |                                                                                            |                                        |                                        |

Zur Familie vgl. Hauptartikel: Hanau (Adelsgeschlecht)

## Regierungsantritt

### Voraussetzungen
Unmittelbarer Erbe Ulrichs IV. von Hanau war der ältere Bruder Reinhards (II.), Ulrich V. Dieser regierte die Grafschaft Hanau seit 1380 formal (es bestand eine Vormundschaft wegen seiner Minderjährigkeit) und ab etwa 1388 in eigener Person. Er blieb allerdings ohne männliche Erben. Da aufgrund des „Primogeniturstatuts“ immer nur der älteste Sohn heiraten durfte, bedrohte dies den Fortbestand der Familie. Ausgleich sollte hier zunächst der erwähnte Familienvertrag von 1391 schaffen. Er sah auch vor, dass Reinhard (II.) nach zehn Jahren sollte heiraten können, falls Ulrich V. keine männlichen Erben zeugte. Diese Frist ist 1401 abgelaufen. Seit etwa 1395 ist eine Koalition aus Reinhard (II.) und seinem Bruder Johann festzustellen, die unabhängig und getrennt von Ulrich V. auftreten und zum Teil eine gegen ihn gerichtete Politik verfolgen. Es kam zu offenem Streit, der erstmals mit einem Vergleich im Jahr 1398 beigelegt werden musste. Gleichwohl kam es weiter zu Auseinandersetzungen bis hin zur Fehde.
Weiter lässt sich seit 1394, verstärkt seit 1396 nachweisen, dass Ulrich V. in ökonomische Schwierigkeiten geriet. Das reichte schließlich bis zu einer Verpfändung der beiden Städte Hanau und Babenhausen an den politischen Konkurrenten und Nachbarn, den Erzbischof Johann II. von Mainz, der faktisch zum Mitregenten in der Herrschaft Hanau wurde. Andererseits ist zu berücksichtigen, dass Ulrich V. und seine Brüder Neffen zweiten Grades des Mainzer Erzbischofs waren – es blieb also alles in der Familie.

### Staatsstreich von 1404
Ab 1400, verstärkt ab 1402, scheinen sich Reinhard (II.) und sein Bruder Johann politisch dem Erzbischof Johann II. von Mainz genähert zu haben, der schließlich in dem innerfamiliären Streit in Hanau die Fronten wechselte und Ulrich V. fallen ließ. So kommt es im Jahr 1404 zu einer stufenweisen Entmachtung Ulrichs V., bis Reinhard II. und sein jüngerer Bruder Johann den älteren Bruder am 26. November 1404 zur Abdankung zwangen.
Reinhard II. und Johann regierten zunächst gemeinsam, Reinhard II. später alleine, nachdem Johann 1411 gestorben war.

## Heirat und Kinder
Reinhard II. konnte nun heiraten. Er tat dies am 18. Januar 1407 mit Katharina von Nassau-Beilstein († 6. September 1459). Aus dieser Ehe gingen hervor:
1. Katharina (1408–1460), verheiratet: 1.) 1421 mit Graf Thomas II. von Rieneck (vor 1408–1431), 2.) 1432/34 mit Graf Wilhelm II. von Henneberg-Schleusingen (1415–1444, Jagdunfall)
2. Anna (* 15. Juni 1409; † ?)[2]
3. Margarethe (1411–1441), verheiratet 1440 mit Gottfried VIII. von Eppstein († 1466)
4. Reinhard III. (1412–1452), folgt seinem Vater 1451 in der Regierung der Grafschaft Hanau
5. Elisabeth (1416–1446), verheiratet seit dem 4. Mai 1432 mit Wild- und Rheingraf Johann IV. von Dhaun (1422–1476)
6. Philipp I., „der Ältere“ (1417–1480), Begründer der Linie Hanau-Lichtenberg

## Regierung
Herausragendes dynastisches Ereignis der Regierungszeit Reinhard II. ist die Erhebung in den Reichsgrafenstand am 11. Dezember 1429 durch König Sigismund.
Seit dem Jahr 1400 ist Reinhard II. in Reichsangelegenheiten tätig. Die Urkunde, die die Absetzung des Königs Wenzel bezeugt, hat er mit unterzeichnet. Bei der Wahl König Sigismunds 1411 ist er anwesend. Bei der Wahl König Albrechts II. 1438 und der Friedrichs III. 1442 tritt er als Zeuge auf. 1401 erhalten er und sein Bruder Johann die Aufforderung am Römerzug teilzunehmen. 1414 besucht er das Konstanzer Konzil.
Immer wieder war Reinhard II. in Fehden mit Adeligen aus der Umgebung verwickelt. 1405 beteiligte er sich an einer Aktion König Ruprechts gegen Raubritter im Bereich der Wetterau, gegen die Burgen Rückingen, Höchst (bei Lindheim), Mömbris, Wasserlos, Hüttelngesäß, Karben und Hauenstein. Aber er beteiligte sich auch an regionalen Landfrieden, also Abmachungen über die friedliche, gerichtliche Beilegung von Streitigkeiten, die Fehden verhindern sollten. So 1434 zwischen Mainz, Eppstein, Isenburg-Büdingen und Rieneck. In der Grafschaft Rieneck war er auch kurzfristig als Vormund aktiv.
Seine lange Regierungszeit ist geprägt durch einen Aufschwung der Herrschaft und späteren Grafschaft in vielen Bereichen. Das kommt zum Beispiel darin zum Ausdruck, dass die Aussteuer seiner Töchter umso höher wird, je später sie heiraten. Es finden Reformen der Verwaltung und des Gerichtswesens statt. 1434 wird die Grafschaft Hanau durch Privileg des Kaisers von aller fremden Gerichtsbarkeit befreit. Das Kirchen- und Schulwesen wird gefördert. Die Regierungszeit Reinhard II. stellt für Hanau den Beginn des erfolgreichen Übergangs vom Spätmittelalter zur Neuzeit dar, den Beginn des Übergangs zum modernen Territorialstaat.
Auch territoriale Expansion ist zu verzeichnen: 1434 erhält er das Amt Bornheimerberg zu Lehen, das er vorher als Pfand des Reiches innehatte, 1435 erwirbt Reinhard II. die Hälfte der Reichspfandschaft Gelnhausen (die andere Hälfte hat die Kurpfalz inne), 1446 einen Anteil an der falkensteinischen Erbschaft und weiterer Erwerb ist zu verzeichnen.
Innerhalb seiner Herrschaft und späteren Grafschaft verschob sich der Schwerpunkt örtlich nach Hanau – auch wenn das immer wieder kolportierte Gerücht, die Residenz sei von Windecken nach Hanau verlegt worden, in dieser Stringenz nicht zutrifft. Ein „offizieller“ Akt der Verlegung – in älterer Literatur für das Jahr 1436 angegeben – ist nicht nachzuweisen. Die Stadt Hanau wächst. Es kommt zu einer Stadterweiterung im Bereich der heutigen Hospitalstraße. Reinhard II. lässt die spätgotische Marienkirche, eine der Maria Magdalena geweihten Stiftskirche in Hanau, dreischiffig erweitern. Er erhöht die Zahl der Altaristen in der Kirche und der Stiftungen, die diese unterhalten. Unter ihm wird sie zur Pfarrkirche und löst in dieser Funktion die Kirche des Kinzdorfs ab.

## Verhältnis zum Erzbistum Mainz
In der Regierungszeit Ulrichs V. war Hanau in immer größere Abhängigkeit vom Erzbischof in Mainz geraten. Der Erzbischof von Mainz spricht so z. B. von „seiner“ Stadt Hanau, hat also offenbar – eventuell durch eine Verpfändung – die Herrschaft über die Stadt erlangt. Reinhard II. versucht in den Anfangsjahren erfolgreich, diese Abhängigkeit wieder rückgängig zu machen.
Der Höhepunkt dieser Entwicklung war erreicht, als es Reinhard II. nach dem Tod des Erzbischofs 1419 gelang, die Herrschaft über die Städte Hanau und Babenhausen unumschränkt zurückzugewinnen. Die dramatisch-anekdotenhafte Ausschmückung dieser Aktion in Hanau und der angeblich damit verbundenen Entstehung des Brauchs, dass die Herrschaft dort in der Altstadt für Jahrhunderte den Martiniwein ausschenken ließ, entsprechen in dieser Form aber nicht den historischen Tatsachen.
Die Mainzer Expansionspolitik ist auf dem der Stadt Hanau gegenüber liegenden Mainufer erfolgreicher: 1425 kann der Erzbischof das Amt Steinheim von Eppstein kaufen. Die Mainzer Bedrohung bleibt für die Grafschaft Hanau so erhalten.

## Tod
Reinhard II. starb am 26. Juni 1451 und wurde in der Marienkirche in Hanau als erster des Hauses Hanau beigesetzt. Dort ist seine Grabplatte erhalten. Alle seine Vorfahren waren im Kloster Arnsburg begraben worden.